# 2015년 지안 버스 추락 사고
지안 버스 추락 사고는 2015년 7월 1일 오후 3시 36분쯤, 중화인민공화국 지린성 퉁화 시의 현급시인 지안 시에서 일어난 버스 추락 사고이다. 해당 버스에 타고 있는 탑승객 28명 중 공무원 등 한국인 10명과 중국 국적 운전자 등 11명이 숨지고 17명이 다친 버스 추락 참사이다.

## 사고의 원인
악천후로 인한 무리한 과속 운전인 것으로 추정되며 원인은 지난 2010년 제2경인고속도로 인천대교에서 발생했던 인천대교 버스 추락 사고와 거의 비슷하다.

## 인명 피해 명단
아래 내용을 참조하시오.

### 사망자 및 생존자
| 국적자   | 승객 | 승객   | 승무원 | 승무원 | 합계 | 합계   |
| 국적자   | 합계 | 사망자 | 합계   | 사망자 | 합계 | 사망자 |
| -------- | ---- | ------ | ------ | ------ | ---- | ------ |
| 대한민국 | 26   | 10     | 0      | 0      | 26   | 10     |
| 중국     | 1    | 0      | 1      | 1      | 2    | 1      |
| 소계     | 27   | 10     | 1      | 1      | 28   | 11     |